# Темнее, чем индиго
Темнее, чем индиго (яп. 藍より青し ай ёри аоси) — манга авторства Ко Фумидзуки. Первая глава была выпущена 28 мая 1999 года в журнале Young Animal издательства Hakusensha, последняя — 20 декабря 2005 года. Всего издано 17 томов и манга официально считается законченной.
В 2002 году компания J.C. Staff под руководством Масами Симода сняла первый сезон аниме-сериала, состоящий из 24 обычных и двух бонусных серий, транслировавшихся на японском канале Fuji TV с 11 апреля по 29 декабря 2002 года. Позже в 2003 году было выпущено продолжение под названием Ai Yori Aoshi ~Enishi~. Второй сезон транслировался на канале TVK с 13 октября по 29 декабря 2003 года и состоял из 12 серий и одного бонусного эпизода.

## Название
Название представляет собой цитату из трактата «Наставления к учёбе» китайского философа Сюнь-цзы: «Вот синяя краска: получают её из травы индиго, но синий цвет темнее, чем индиго» (в японском переводе: 青は藍より出でて藍より青し ао ва ай ёри идэтэ ай ёри аоси). Его смысл раскрывается в последней главе последнего тома.
Кроме этого, название служит источником разнообразных каламбуров. Так, и в манге, и в её экранизации активно используется синий цвет: главная героиня носит синее кимоно, любимый цвет главного героя — синий, наконец, имя главной героини — Аой — омофонично всё тому же слову «синий».
В неофициальных русских переводах аниме используются варианты перевода названия «Синее синего» и «Все оттенки синевы».

## Телесериал
Выпущено два телесериала «Ai Yori Aoshi» и «Ai Yori Aoshi ~Enishi~», а также один рождественский спецвыпуск.

Студия: J.C.Staff, при участии Studio Easter

Издатель и спонсор: PIONEER LDC

Оригинальная идея: Ко Фумидзуки

Режиссёр: Масами Симода

Сценарий: Кэнъити Канэмаки

Композитор: Тосио Масуда

Дизайн персонажей: Кадзунори Ивакура

Художник: Дзюнъити Адзума

Оператор: Нобуо Окути

Текст песен: Такэси Айда

## Завязка сюжета
Внешне Каору Ханабиси является обычным студентом, никто из его друзей не знает, что на самом деле он — наследник влиятельной династии бизнесменов Ханабиси, сбежавший из семьи, не в силах мириться с их порядками и надругательством над памятью его покойной матери. Каору живёт самостоятельно, он сделал всё, чтобы навсегда забыть своё прошлое, но оно возвращается к нему с совершенно неожиданной стороны.
По дороге домой из университета он встречает на вокзале красивую девушку в синем кимоно, которая выглядит очень одинокой и растерянной. У неё порвалась ханао (тесёмка на традиционных японских сандалиях) и Каору, с детства умеющий чинить сандалии, помогает девушке. Выяснив, что она едет в ту же сторону, что и он, Каору вызывается проводить её до места назначения. Во время поездки девушка рассказывает, что едет к своему жениху, человеку необычайных душевных качеств, которого она давно не видела. Однако адрес, записанный на клочке бумаги, приводит их к незастроенному участку с давно сгоревшим домом. Каору предлагает незнакомке переждать начавшийся дождь в его квартире по соседству. Там девушка показывает Каору старую фотографию, на которой он с изумлением узнаёт себя в детстве и свою подружку, Аой Сакураба. Оказывается, Аой искала Каору, но из-за ошибки в написании перепутала адрес.
Давным-давно семья Ханабиси и семья Сакураба — также крупная династия бизнесменов, наследницей которых была Аой, — заключили договор об их помолвке, но расторгли его после бегства наследника Ханабиси. Аой, для которой свадьба с Каору была мечтой всей жизни, не смогла смириться с тем, что её выдадут замуж за кого-то другого, и отправилась на поиски наречённого. Молодые люди, много лет не видевшиеся, сразу же вновь проникаются друг к другу симпатией. Пробыв вместе всего день, они уже не хотят расставаться. Мияби, воспитательница Аой, находит девушку и от имени её родителей требует возвращения домой. Однако Аой уже давно сделала свой выбор: на обратном пути она сбегает от Мияби и возвращается к Каору. Ей удаётся объяснить это матери и добиться разрешения жить вместе со своим избранником.
Отношения Каору и Аой, если о них станет известно, вызовут скандал в клане Сакураба. Чтобы избежать огласки, Мияби решает поселить парочку в заброшенную летнюю резиденцию Сакураба — большой особняк в европейском стиле. Аой официально становится хозяйкой домовладения, Мияби — управляющей, а Каору отводится роль гостя, и, соответственно, место в гостевом домике, подальше от Аой. Однако вскоре к Каору начинают подселяться его друзья, и в доме Сакураба становится шумновато, зато весело…

## Персонажи

Персонажи «Ai Yori Aoshi», сверху, по часовой стрелке: Каору, Маю с Удзумэ, Мияби, Тика, Аой, Таэко, Тина.

Каору Ханабиси (яп. 花菱 薫 Ханабиси Каору) — молодой парень, студент университета, происходит из богатого и влиятельного клана Ханабиси. Отец Каору не был женат на его матери, поскольку клан Ханабиси был против их брака. Каору родился вне брака и до пяти лет носил фамилию матери — Хондзё. После гибели отца пятилетний Каору оказался нужен клану как наследник, поэтому его взяли в семью Ханабиси, отняв у матери, которую семья так и не приняла. Каору больше никогда не видел мать. Ему было трудно у Ханабиси, но он вынужден был жить там и подчиняться их порядкам, зная, что в противном случае у матери будут неприятности. От матери у Каору остался лишь небольшой амулет. За несколько лет до начала событий, показанных в аниме и манге, она умерла, и теперь Каору даже не может вспомнить её лица — все фотографии и вещи были сожжены дедом Каору, старавшимся выбить из наследника рода память о «недостойной» матери. Каору пытался спасти вещи матери от сожжения, за что дед жестоко избил его бамбуковым посохом. Вся спина парня покрыта шрамами. После этого Каору навсегда покинул семью Ханабиси. Он учится в университете, постоянно подрабатывая, живёт, снимая маленькую недорогую квартиру. В университете является членом фотокружка, правда, чисто номинально — записался в кружок по настоянию приятеля, но не сделал ни одного снимка. В отличие от других представителей мужского пола в гаремном аниме (типичный пример — Кэйтаро Урасима из сериала «Love Hina»), Каору — воспитанный, спокойный и доброжелательный человек, он хорошо учится и не ищет приключений на стороне. Аой ему понравилась сразу, несмотря на то, что сначала он воспринял её историю как очередную попытку семьи Ханабиси вернуть наследника (видимо, такие попытки семья сначала предпринимала). Он добр и внимателен к окружающим, легко ладит с детьми. Будучи нормальным парнем с нормальным интересом к девушкам, он, тем не менее, контролирует свои побуждения и всегда ведёт себя достойно. В начале истории демонстрируется беспросветное одиночество Каору, но встретившись с Аой и поселившись в домике Сакураба он быстро обрастает довольно большим количеством друзей и подруг и становится весёлым, компанейским парнем. Постояльцы дома Сакураба для него — не просто знакомые, он воспринимает их как свою семью. Любит Аой, но из-за «режима секретности» не имеет возможности проявлять свои чувства к ней. Сэйю: Соитиро Хоси
Аой Сакураба (яп. 桜庭 葵 Сакураба Аой) — девушка чуть моложе Каору, дочь и наследница главы клана Сакураба. Впервые встретила Каору в детстве, когда семьи заключили соглашение об их помолвке. Аой сразу полюбила Каору и пронесла это чувство через всё детство и юность. Она мечтала о моменте, когда, наконец, станет его женой. Всё, что она делала, всё, чему училась, было подчинено одной цели — стать достойной спутницей Каору. Аой хорошая, любящая своих родителей дочь, но объявление о расторжении помолвки стало для неё шоком, крахом всей жизни, поэтому она сбежала из дома, чтобы найти Каору и узнать, что произошло на самом деле. Цвет Аой — синий: у неё синие глаза, тёмно-синие короткие волосы, синее кимоно (она постоянно ходит в традиционной японской одежде). В сериале Аой показана как образец традиционной японской женщины, хранительницы домашнего очага, беззаветно преданной своему мужу. Каору для Аой, без преувеличения, является центром Вселенной, и ей очень трудно скрывать свои чувства от остальных жителей летнего домика Сакураба. Аой прекрасно готовит, очень трудолюбива, красива — словом, идеальная жена. Опять-таки, в отличие от традиционных штампов гаремного аниме, она всецело доверяет своему избраннику и даже в весьма двусмысленных ситуациях не проявляет ревности. В душе Аой остаётся озорным и немного капризным ребёнком, но показывает это только Каору. Сэйю: Аяко Кавасуми

### Второстепенные персонажи
Мияби Кагурадзаки (яп. 神楽崎 雅 Кагурадзаки Мияби) — молодая женщина, служащая семьи Сакураба, воспитательница и опекун Аой. Мияби смело можно назвать второй матерью Аой, она очень любит воспитанницу и желает ей только лучшего. Судя по всему, у неё нет своей семьи. Мияби любит порядок во всём, терпеть не может неаккуратность. Водит машину, прекрасно играет в большой теннис. Смертельно боится тараканов. Обязанности по опеке над Аой она совмещает с организационной работой (преимущественно — дистанционной) в корпорации Сакураба. Мияби скрывает под маской холодной расчётливости искреннюю любовь к Аой и желание устроить её жизнь наилучшим образом. Естественно, изгнанник из семьи Ханабиси никак не вписывался в схему будущего счастья для Аой. При первой встрече Мияби невзлюбила Каору, но со временем, лучше узнав парня, убедилась, что он действительно любит Аой, а девушка чувствует себя счастливой только с ним. Отношение Мияби к Каору, как и к появившимся в доме его многочисленным друзьям, изменилось, Мияби фактически стала опекуном не только Аой, но и всех жителей дома Сакураба. Сэйю: Акико Хирамацу
Тина Фостер (яп. ティナ・フォスター Тина Фосута:) — американка, родилась в США, где сейчас живут её родители, но большую часть жизни провела в пригороде города Фукуока, Хаката. В результате говорит с акцентом как по-английски, так и по-японски. В университете её почти сразу привлёк Каору, из-за него она стала членом фотокружка. Энергична, любит выпить и погулять в компании. Непоседа — поступив в университет и проучившись какое-то время, вдруг решила повидать мир и на целый год сбежала путешествовать, объехав, преимущественно автостопом, буквально всю планету. По возвращении в университет Тина поселилась в летней резиденции Сакураба; чтобы получить на это согласие, ей пришлось напоить Мияби до бессознательного состояния. Готовить умеет только макароны. Имеет привычку щупать других девушек за грудь (это не признак лесбийских наклонностей — просто дурные манеры). Любит животных; именно она купила ручного хорька Удзумэ. Любит играть в видеоигры. Тина любит Каору, но никогда не показывает этого ни ему, ни кому-либо другому. Сэйю: Сацуки Юкино
Таэко Минадзуки (яп. 水無月 妙子 Минадзуки Таэко) — новенькая в кружке фотографии, обладает двумя заметными качествами — большой грудью и страшной неуклюжестью. В летнюю резиденцию Сакураба она переселилась после того, как её уволили с предыдущей работы — она была домохозяйкой. Несмотря на неуклюжесть, Таэко очень старательна, и Аой смогла уговорить Мияби принять её на ту же работу. Во второй части сериала выясняется, что Таэко имеет водительские права и водит машину — вполне квалифицированно, но в чрезвычайно экстремальном стиле. Сэйю: Каори Мидзухаси
Маю Миюки (яп. 美幸 繭 Миюки Маю) — дочка богатых родителей. Очень способная — ей всего 16 лет, но она уже окончила школу, вернулась в Японию (до этого училась в Англии) и перевелась в университет, где учится Каору. Живёт одна (лишь с охранником и прислугой) в родительском доме. Родители Маю постоянно заняты, проводят много времени за границей и не находят времени на общение с дочерью, поэтому у девочки сложный характер, она заносчива и нелюдима. Единственное исключение — Каору. Несколько лет назад, в день двенадцатилетия Маю, на котором родители не обращали на неё внимания (общаясь и заключая договора, со своими торговыми партнерами, которых пригласили на этот же день рождения), он попробовал приободрить её с помощью плюшевого зайца, что вполне удалось. С тех пор Маю обожает Каору и постоянно пытается привлечь его внимание к своей персоне. Она даже просит Аой научить её готовить, пытаясь проложить путь в сердце Каору через его желудок. Легко понять, что такие уроки Аой давались весьма тяжело. Отношения с Тиной у Маю сразу не заладились, они постоянно и совершенно откровенно соперничают за внимание Каору, но со временем это противостояние превращается скорее в игру, и в отсутствие Тины Маю скучает по ней. Сэйю: Саяка Нарита
Тика Минадзуки (яп. 水無月 ちか Минадзуки Тика) — младшая двоюродная сестрёнка Таэко. Большую часть времени проводит в летнем кафе у моря, помогая своей бабушке. Замечая интерес Таэко к Каору, предпринимает попытку свести их, впрочем, безрезультатно. Тика очень энергична и весела. Сначала она вселяется в дом Сакураба, чтобы успеть выучить домашнее задание до начала учебного года, позже просто переводится в школу поблизости. Каору ей очень нравится, она воспринимает его как старшего брата и даже обращается к нему «братишка». Сэйю: Харуко Момои
Удзумэ (яп. ウズメ) — домашний хорёк Тины, который, к её огорчению, явно предпочитает компанию Мияби. Несмотря на то что сначала Мияби была ярым противником содержания хорька в доме, со временем она стала у Удзумэ главным партнёром для игр. Сэйю: Юка Инокути
Судзуки (яп. 鈴木) — старший товарищ Каору по университету, президент фотоклуба (состоящего всего из пяти человек — самого Судзуки, Сато, Каору, Тины и Таэко). Высокий, мускулистый парень с короткой стрижкой, постоянно в маленьких чёрных очках. Фанат железной дороги и всего, что с ней связано. Фотографирует практически только поезда. Появляется в сериале редко, в основном — в эпизодах, связанных с пребыванием Каору в университете. Сэйю: Кадзуя Накаи
Сато (яп. 佐藤 Сато:) — приятель Каору по университету, вице-президент фотоклуба. Невысокого роста, полноватый, с круглым лицом. Фанат косплея. Как и Судзуки, вне университета в событиях практически не участвует. Сэйю: Макото Хиго
Ру́ка Сайондзи (яп. 西園寺 琉伽 Сайондзи Ру́ка) — помощник Маю. Нанят родителями Маю для наблюдения за тем, что Маю посещает школу и выполняет другие действия, которых ожидают от неё родители. Сэйю: Кэнъю Хориути

## Манга
Первая глава манги была выпущена 28 мая 1999 года в журнале Young Animal издательства Hakusensha, последняя — 20 декабря 2005 года. Всего издано 17 томов и манга официально считается законченной. На русском языке официально издано два первых тома.

## Аниме

### Сериал Ai Yoru Aoshi
Сериал охватывает историю отношений Аой и Каору от момента их повторного знакомства до последней попытки отца Аой выдать её замуж за «перспективного» жениха из богатого и влиятельного клана.
| |                                                     |            |  |
| 1 | Узы «Enishi» (縁～えにし～)                         | 2002-04-10 |  |
| Аой Сакураба приехала в Токио, чтобы найти Каору Ханабиси, с которым она ещё в детстве была помолвлена. Она не знает о нём ничего, не знает даже, как он сейчас выглядит. Всё, что у неё есть — старое детское фото и адрес на клочке бумаги. Прямо на вокзале Каору и Аой сталкиваются и Каору, не зная, кто перед ним, провожает девушку по адресу, куда она хотела добраться. Оказывается, адрес неточен — по нему нет никакого дома. Но увидев показанную девушкой фотографию, Каору узнаёт на ней себя и свою подружку Аой. Первая мысль парня, который порвал с воспитывавшей его с пятилетнего возраста семьёй Ханабиси — семья подослала девушку, чтобы убедить его вернуться. Но, как бы то ни было, уже поздно, и Аой остаётся в квартире Каору — хотя бы до завтра. |                                                     |            |  |
| 2 | Вечер «Yūge» (夕餉～ゆうげ～)                       | 2002-04-17 |  |
| Первые вечер и ночь, проведённые вместе. У Каору только один матрац, на который он укладывает страшно смущённую гостью. Самому парню приходится спать рядом прямо на полу; ему приходится собрать всю свою волю, чтобы не дать бурлящим гормонам проявить себя. Утром Аой просит разрешения остаться «ещё на некоторое время». Каору уже не в силах отказать. Следующий вечер — первый в его жизни, когда Каору может почувствовать себя семейным человеком — его ждёт прибранная комната и приготовленный ужин. Не обходится и без пикантной ситуации в ванной… |                                                     |            |  |
| 3 | Разлука «Wakare» (別離～わかれ～)                   | 2002-04-24 |  |
| В квартиру Каору врывается Кагурадзаки Мияби — воспитательница и опекун Аой. Оказывается, Аой не предупредила никого о своих намерениях, а просто сбежала. Мияби пришла, чтобы вернуть наследницу клана Сакураба, для которой Каору, не связанный более с семьёй Ханабиси, не является достойной парой. Аой просит Каору вернуться в семью, чтобы получить возможность быть с ним, но Каору отказывается. Он рассказывает девушке свою историю — рождение вне брака, разлука с матерью, воспитание в семье Ханабиси, попытки деда выбить из него память об умершей матери… Вернуться для него — немыслимо, даже ради Аой. Мияби увозит Аой к родителям, но девушка понимает, что уже не может оставить Каору — она бежит от Мияби и возвращается к Каору. Она готова на всё — даже уйти из семьи, чтобы быть рядом с ним. |                                                     |            |  |
| 4 | Вдвоём «Dōsei» (同棲～どうせい～)                   | 2002-05-01 |  |
| Каору, пока бегал под проливным дождём встречать Аой, простудился и тем же вечером свалился с температурой. Впрочем, благодаря заботе Аой, уже назавтра он был в порядке. Конечно, бегство Аой не осталось без последствий — уже на следующий день её мать и Мияби приехали в дом Каору. Матери Аой смогла объяснить своё решение, и та решила не препятствовать дочери. Теперь Аой и Каору могут быть вместе. Мияби решает поселить парочку в старую летнюю резиденцию семьи Сакураба. Она требует от Каору и Аой, чтобы их отношения не афишировались — если о них узнают, может произойти скандал, который повредит клану Сакураба. Так что Аой становится официальной хозяйкой резиденции, Мияби — домоправительницей, а Каору — гостем. В соответствии со статусом, Каору поселяют в гостевом домике, и Мияби категорически запрещает парню оставаться в главном здании позже 22:00. Совместная жизнь начинается… |                                                     |            |  |
| 5 | Друг «Hōyū» (朋友～ほうゆう～)                      | 2002-05-08 |  |
| Первый день Каору отправляется в университет из нового дома. Там в фотоклубе появилась новая участница — Таэко Минадзуки. И в этот же день происходит ещё одно знаменательное событие — вернулась бывшая однокурсница Тина Фостер, год назад сбежавшая «посмотреть мир»! Она действительно объехала почти всю планету. На вечеринке в честь её возвращения Тина угощает Каору каким-то подозрительно розовым спиртным напитком, от которого парня моментально «вырубает». Он не возвращается домой вовремя, чем очень расстраивает Аой. Утром Аой, придя разбудить Каору, обнаруживает в постели с ним Тину! Оказывается, Тина, которой было некуда идти (она ведь только что приехала), проводила опьяневшего Каору до дома и осталась там. Каору готов провалиться сквозь землю, но Аой пресекает его попытки извиняться. Конечно, ей неприятно, но она верит любимому и не пытается его ни в чём обвинять; в результате Каору чувствует себя ещё более виноватым. А вот Тина не смущена ни капельки. Она тут же решает, что неплохо бы остаться жить в этом доме. Каору не может устоять перед её напором, да и Аой согласна, но Мияби, конечно, даже думать об этом не хочет. Но тем же вечером Тина пробует на управляющей своё «убойное» вино и добивается от пьяной Мияби согласия. Теперь она поселится здесь. |                                                     |            |  |
| 6 | Работа по дому «Kadō» (家道～かどう～)              | 2002-05-22 |  |
| В доме Сакураба появляется Таэко Минадзуки. Девушка была домработницей, но теперь её уволили, так что она лишилась одновременно и денег, и крыши над головой. С подачи неугомонной Тины Мияби, слишком занятая другими делами, соглашается взять Таэко на ту же работу, но только после проверки. С самого утра результаты не радуют — Таэко оказывается страшно неуклюжей, неумелой, к тому же она совершенно не умеет готовить. Мияби уже готова выставить девушку, но благодаря её старательности и искреннему желанию научиться, а также помощи и моральной поддержке Аой Таэко удаётся до конца дня хотя бы в чём-то показать себя с лучшей стороны. Она остаётся работать в доме Сакураба. |                                                     |            |  |
| 7 | Загадочный призрак «Genyō» (幻妖～げんよう～)       | 2002-05-29 |  |
| Фотоклуб решает съездить на горячие источники Цукияма. Разумеется, вместе с Аой и Мияби, но последняя вынуждена отказаться — слишком много работы. Поскольку организацией поездки занималась Таэко, без накладок не обходится, но благодаря Аой проблемы разрешаются. Вечером Судзуки и Сато отправляют Таэко в парк рядом с источниками. По их словам, в парке можно встретить привидение, и новичок просто обязан его сфотографировать, чтобы показать себя достойным членства в фотоклубе. Таэко отправляется в парк, и через некоторое время Каору и Аой, забеспокоившись о девушке, идут её искать. Заблудившись в ночном тумане, они остаются ждать утра в какой-то нежилой постройке, но наградой за беспокойную ночь становится встреченное вдвоём прекрасное утро. |                                                     |            |  |
| 8 | Нежность «Aigan» (愛玩～あいがん～)                 | 2002-06-05 |  |
| Тина — любительница животных. Теперь она купила хорька — белую очаровашку с дружелюбным характером. Мияби страшно недовольна, но не может устоять против трёх девушек, сразу же проникшихся к зверюшке тёплыми чувствами и, скрепя сердце, соглашается оставить хорька в доме. Животное в доме — всегда проблема. Начинают пропадать мелкие вещи, что-то бьётся, что-то ломается… Последней каплей становится случай на кухне: Мияби, как оказывается, ужасно боится тараканов; она принимает принесённую хорьком пуговицу за насекомое и в ужасе запрыгивает на стол. Происшествие вызывает общий смех, Мияби обижается и закрывается в своей комнате. Хорёк, пытаясь пробраться к Мияби, падает в щель за старыми напольными часами у дверей её комнаты. Ни Каору, ни девушки не могут сдвинуть часы, животное вот-вот погибнет. Мияби не выдерживает, выбегает из комнаты и спасает хорька, разломав часы монтировкой. Мир и спокойствие в доме восстанавливаются. А хорёк получает имя Удзумэ — в честь богини, которая, согласно легенде, выманила обиженную богиню солнца Аматэрасу из небесного грота, устроив шум и танцы у входа. |                                                     |            |  |
| 9 | Одна ночь «Hitoyo» (一夜～ひとよ～)                 | 2002-06-12 |  |
| Аой с Мияби уехали на день по делам, Таэко позвали с собой Судзуки и Сато — Каору остался дома с Тиной. Первые вечер и ночь выдаются беспокойные — после того, как поднялся ветер, началась гроза и в доме пропало электричество, перепуганная Тина категорически отказывается спать одна. Следующий день — прогулка и посиделки за пивом вечером… За эти два дня Каору узнаёт о Тине очень много нового. |                                                     |            |  |
| 10 | Школа «Manabiya» (学舎～まなびや～)                 | 2002-06-19 |  |
| Аой хотела бы больше знать о том, как выглядит жизнь Каору в университете. Принесённые Тиной фотографии разжигают её любопытство, и однажды, закончив с утра работу по дому, Аой отправляется в университет. |                                                     |            |  |
| 11 | Ребёнок «Shijo» (子女～しじょ～)                    | 2002-06-26 |  |
| Миюки Маю возвращается из Англии, где она училась. Теперь она будет учиться в университете вместе с Каору, о встрече с которым мечтала с дня своего двенадцатилетия. При встрече Маю бросается Каору на шею, чем вызывает негодование Тины. А потом настойчиво приглашает его к себе в гости — она живёт одна, в большом доме, в компании одного лишь охранника, и ей там очень одиноко. Каору приходится остаться там на ночь. Всё мило и вполне невинно, только вот Аой опять беспокоится… |                                                     |            |  |
| 12 | Один поцелуй «Seppun» (接吻～せっぷん～)            | 2002-07-03 |  |
| Показано завершение вечера в гостях у Маю. По ходу дела рассказана история знакомства Маю и Каору: в день рождения девочки, на который вечно занятые родители не смогли приехать, лишь Каору смог развеселить её, в результате став для Маю воплощением всех мыслимых достоинств. Аой расстроена — она сама никак не может решиться попросить Каору поцеловать её, а тут какая-то девчонка просто и без затей бросается к нему целоваться! Преодолеть смущение оказывается непросто, но первый поцелуй влюблённых всё-таки состоится — как в романе, ночью при полной луне. |                                                     |            |  |
| 13 | Фестиваль звёзд «Hoshimatsuri» (星祭～ほしまつり～) | 2002-07-10 |  |
| Наступает праздник Танабата. И тут Мияби замечает, что этот день — ещё и день рождения Аой (о чём она сама, конечно, промолчала). Каору хочет сделать Аой действительно хороший подарок. Он увидел в витрине очень дорогое платье, которое будет отлично смотреться на Аой. Но денег нет, и Каору приходится подрабатывать, приходя поздно. Аой начинает беспокоиться — неужели любимый избегает её общества? В последний день, когда деньги собраны, оказывается, что платья уже нет — кто-то успел купить его раньше. Расстроенный Каору пытается найти такое же, но не получается. Он опаздывает на праздничный ужин. Но всё устраивается наилучшим образом: поздно вечером, когда все угомонились и Каору с Аой могут спокойно встретиться вдвоём, оказывается, что платье купила сама Аой — она видела, что Каору смотрел на него, и решила показать ему себя в нём. А купленные Каору туфли подходят к этому платью наилучшим образом. У Аой получается самый весёлый день рождения за много лет. Раньше она писала в пожелании на Танабата — «встретить Каору». Теперь эта мечта сбылась, и она пишет: «всегда быть с Каору». |                                                     |            |  |
| 14 | Лучший повар «Makanai» (賄～まかない～)             | 2002-07-31 |  |
| Миюки Маю, услышав от Тины, что Каору нравятся девушки, умеющие хорошо готовить, пытается приготовить ему обед, но ничего не выходит — она просто не умеет готовить. Тина говорила, что Аой прекрасно готовит. Предприимчивая Маю отправляется в дом Сакураба, чтобы попросить Аой научить её заниматься домашним хозяйством. Аой соглашается помочь девушке, хотя день, который Маю проводит в доме, даётся хозяйке нелегко. Постоянные попытки Маю обратить на себя внимание Каору, рассуждения о том, что она хочет стать женой парня, очень расстраивают Аой. Она успокаивается только вечером, поговорив с Каору, который, конечно, не хотел бы видеть своей женой никого, кроме неё. |                                                     |            |  |
| 15 | Чувства «Kyōkai» (胸懐～きょうかい～)               | 2002-08-07 |  |
| Каору с Аой решили вместе сходить за покупками. Нечасто им удаётся побыть вдвоём, так что поход по магазинам превращается в долгожданное свидание. Они говорят о своих чувствах друг к другу, вспоминают о прошлом, снова оказываются на том же месте, где встретились, когда Аой приехала искать Каору. Они даже заходят на старую квартиру Каору, с которой связаны такие волнующие воспоминания о первых днях, проведённых вместе. |                                                     |            |  |
| 16 | Пляж «Nagisa» (渚～なぎさ～)                        | 2002-08-14 |  |
| Лето. Девушки запасаются купальниками. А тут ещё повезло — бабушка Таэко прислала приглашение провести время у неё, в летнем кафе на берегу моря. Едет вся компания из дома Сакураба, плюс неугомонная Маю. Конечно, основным объектом внимания девушек является Каору — Тина и Маю просто-таки разрывают парня на части, да и Таэко рада его обществу, к ним присоединяется и Тика — младшая двоюродная сестра Таэко. Аой не принимает участия во всеобщем веселье — она стесняется раздеваться при посторонних, и потому не решается продемонстрировать Каору свой купальник. Для этого пришлось дождаться вечера, когда все угомонятся, и отправиться в уединённое место на берегу, где, кроме Аой и Каору, никого нет. |                                                     |            |  |
| 17 | Водная рябь «Sazanami» (漣～さざなみ～)             | 2002-08-21 |  |
| Герои помогают по хозяйству в кафе — торгуют на пляже, готовят, прибираются. В основном серия посвящена Таэко. Тика, заметив интерес сестры к Каору, усиленно пытается свести их. Сама Таэко впервые задумалась о своих чувствах к Каору и поняла, что он её действительно очень привлекает. Впрочем, романа не получается — всё-таки Каору уже вполне определился, а Таэко решает, что она для Каору недостаточно хороша, и ей нужно ещё очень многому научиться. |                                                     |            |  |
| 18 | В одной постели «Dōkin» (同衾～どうきん～)          | 2002-08-21 |  |
| Тина зовёт всю компанию в зоопарк — посмотреть на редкую обезьянку, которую будут показывать только один день. Она хочет весело погулять в большой компании, но обстоятельства складываются неудачно — у Аой накопилось много работы по дому, Мияби занята, Таэко помогает рабочим чинить крышу, а Судзуки и Сато, сначала согласившиеся, сбежали — один уехал фотографировать новый поезд, а другой — на косплей. Так и получилось, что Тина отправилась в зоопарк вдвоём с Каору. Обстоятельства заставляют их задержаться, а вечером портится погода, начинается гроза и ливень, железная дорога отменяет рейсы… Надо где-то провести ночь, выбирать не из чего, и Тина с Каору отправляются в отель, предназначенный для свиданий. Там, в номере, где всего одна кровать, им приходится провести вместе целую ночь. |                                                     |            |  |
| 19 | Сон в коленях «Hizamakura» (膝枕～ひざまくら～)     | 2002-09-04 |  |
| В гости приезжает Тика. Она хочет сделать здесь своё летнее домашнее задание, которое ей никак не даётся — дома всё время что-то отвлекает, да и не всё получается. Она поселяется в доме, с удовольствием помогает Аой и Таэко по хозяйству, сражается с Тиной в видеоигры, между делом занимаясь уроками. Ей охотно помогают в учёбе, так что задание быстро движется. Задержку вызывает только домашнее сочинение на тему «моя семья». Тика — единственный ребёнок, и всегда мечтала иметь сестёр и братьев. В жителях дома Сакураба она находит то, чего ей не хватало — близких людей, которых можно любить и которые будут любить её. |                                                     |            |  |
| 20 | Лекарство «Iyashi» (癒～いやし～)                   | 2002-09-04 |  |
| На университетском фестивале клуб фотографии решил организовать кафе. Получается очень плохо, пока за дело не берётся Аой. Экспресс-обучение девушек приготовлению чая и ношению кимоно даёт неплохие плоды — клуб получает приз. Только вот Каору с Аой опять удалось побыть вместе совсем недолго, и лишь вечером, когда всё уже закончилось. |                                                     |            |  |
| 21 | Порядок «Fūki» (風気～ふうき～)                     | 2002-09-18 |  |
| Аой заболела и лежит с высокой температурой. Мияби ухаживает за Аой, так что студентам приходится после занятий впрягаться в работу — прибирать дом, стирать, готовить еду. Далеко не всё получается. Каору впервые на собственном опыте понимает, как много делает Аой по дому. Кажется, надвигается что-то неприятное — Мияби получила телефонный звонок, который касается Аой. И то, что ей сказали, её очень расстроило. |                                                     |            |  |
| 22 | Возвращение «Kisei» (帰省～きせい～)                | 2002-09-18 |  |
| Каору приглашает Аой съездить с ним в одно место. Сначала он не говорит, куда именно, и только приехав, Аой узнаёт — Каору отправился навестить могилу матери, и хотя бы так представить ей свою невесту. Мияби приезжает в дом родителей Аой, и пытается оспорить распоряжение отца девушки. Пока не ясно, о чём идёт речь, но это как-то связано с будущим Аой, и совсем не нравится Мияби. Но отец не желает ничего слушать. Мияби должна подчиниться — ей приказали немедленно доставить Аой к родителям. Известие об отъезде застаёт компанию врасплох — они ведь только решили устроить вечеринку в честь полнолуния, и тут такая неожиданность! В обещанный срок — к следующему вечеру, Аой и Мияби не возвращаются. Каору мучают мрачные предчувствия, и не зря… Поздно вечером Мияби приезжает за ним. Она ничего не говорит, но уже ясно — что-то происходит, и это что-то не радует. |                                                     |            |  |
| 23 | Решение «Ketsui» (決意～けつい～)                   | 2002-09-25 |  |
| Мияби отвозит Каору к Аой, в тот дом, где они впервые, ещё детьми, встретились друг с другом. День проходит в прогулках по местам, где они играли, воспоминаниях о прошлых счастливых днях. И только вечером Аой решается рассказать Каору, что случилось: её отец решил выдать Аой замуж за наследника богатых американских бизнесменов. Он считает, что так будет лучше. Аой не смогла отговорить отца. Она попросила Мияби дать ей возможность встретиться с Каору ещё раз. Но, встретившись, они уже не могут расстаться. А в старой резиденции Сакураба Тина, Таэко, Тика, Маю и Удзумэ ждут их возвращения. |                                                     |            |  |
| 24 | Аой «Aoi» (葵～あおい～)                            | 2002-09-25 |  |
| Каору, Аой и Мияби отправляются к родителям девушки. Каору хочет поговорить с отцом Аой и убедить его изменить своё решение. Разговора не получается — на всё, что говорит Каору, реакция только негативная. Но в конце концов отец встаёт и выходит из комнаты, хлопнув дверью — он не готов примириться с Каору, но смирился с решением своей дочери. Он хочет видеть её счастливой. Мияби собирается попрощаться, но Аой и Каору просят её вернуться вместе с ними. А по приезде выясняется, что всех троих очень ждут. А ещё через некоторое время в доме Сакураба поселяется Тика — она перевелась в школу поблизости. Жители старой резиденции Сакураба как-то незаметно стали уже одной большой семьёй, и никому не хочется расставаться. Жизнь продолжается. |                                                     |            |  |

### Ai Yori Aoshi. Enishi
Прошло два года после встречи Аой с Каору (то есть примерно около года после завершения событий первого сезона). Герои всё так же живут в старой резиденции Сакураба. Хотя мать Аой, фактически, благословила её союз с Каору, а отец, хоть и был против, смирился с решением дочери и не стал ей препятствовать, запрет на огласку сохраняется — никто не должен знать, что Аой — невеста Каору. Каору окончил университет и поступил в аспирантуру. Теперь он должен решить, что будет делать в жизни дальше.
Второй сезон является продолжением первого и посвящён, в основном, раскрытию характеров второстепенных персонажей, в первую очередь — Тины Фостер. Сериал рассчитан на зрителей, смотревших первый сезон, и не содержит никакого «введения в тему», так что понять его, не смотрев начало, затруднительно.
| |                                                   |            |  |
| 1 | Вишнёвый цвет «Ōshun» (桜春～おうしゅん～)        | 2003-10-12 |  |
| Прошло уже два года с того дня, когда Аой и Каору снова встретились. Жизнь в старой летней резиденции Сакураба идёт своим чередом. Состав жильцов всё тот же: Мияби, Каору, Аой, Тина, Таэко, Тика и Удзумэ. Там же очень много времени проводит и Маю. Каору поступил в аспирантуру, и теперь должен заниматься ещё больше, чем раньше. День начинается с того, что Аой, зайдя разбудить Каору, обнаруживает в его постели Тику — девочка пришла поспать с Каору, потому что ей ночью было холодно. Все страшно смущены, кроме самой Тики. А за завтраком Тика, воспользовавшись тем, что Каору быстро поел и вышел из столовой, задаёт присутствующим крайне нескромный вопрос: кто из них любит Каору. Все смущаются, никто ничего не говорит, но Тику так просто не собьёшь. Весь день она занимается тем, что обходит жителей дома с тем же вопросом. Вечером, перед ужином, Тика оглашает результаты расследования: Каору любят все! |                                                   |            |  |
| 2 | Друзья «Tomogaki» (友垣～ともがき～)              | 2003-10-19 |  |
| Серия посвящена Тике. Она учится в школе, она и две её подружки — Нацуки Камия и Чизуру Аизава, — составляют школьную секцию плавания, хотя Чизуру совершенно не умеет плавать. Подружки заинтересовались самодельной куклой, изображающей Каору — Тика постоянно носит её с собой, а потом увидели и фотографию, где Тика обнимается с Каору. Они в недоумении — неужели у этой малолетки уже есть парень?! На выходных девчонки напрашиваются к Тике в гости — им хочется посмотреть на Каору. Тика, не успевшая вовремя объяснить подружкам ситуацию, теперь старается сделать всё, чтобы они не увидели Каору и не смогли поговорить о нём с другими постояльцами дома Сакураба. Так что гостевание получается местами сумбурным, местами нервным (для Тики), но интересным. |                                                   |            |  |
| 3 | Теннис «Teikyū» (庭球～ていきゅう～)              | 2003-10-26 |  |
| Каору и Аой явно не хватает друг друга — в «общежитии», в которое превратился дом Сакураба, у них почти нет возможности остаться вдвоём. Всё время кто-нибудь появляется и мешает — то неугомонная Тика, то строгая Мияби, то навязчивая Маю… В этой серии вся компания отправляется играть в большой теннис. Девушки, даже скромная Аой, предстают в весьма соблазнительном виде. Оказывается, Мияби прекрасно играет, Аой от неё почти не отстаёт, да и увязавшаяся за всеми Маю тоже довольно сильна. Всё-таки, Каору ещё многого не знает об Аой. |                                                   |            |  |
| 4 | Нечистая сила «Mononoke» (怪～もののけ～)         | 2003-11-02 |  |
| Тина уже несколько дней не может спать спокойно — по ночам она слышит, как у неё над головой кто-то шумит, передвигает предметы. Чердак гостевого дома с давних времён заперт, а ключ давно потерян. Что там творится — никому неизвестно. Выдвигается предположение, что на чердаке завёлся какой-то злой дух. Тина очень боится всякой чертовщины, а вот Таэко, наоборот, относится к происшествию с энтузиазмом — она, оказывается, большой любитель всяческой эзотерики, и берётся изгнать духа. В процедуре должны участвовать все, девушки облачаются в одежду мико, все вооружаются необходимыми предметами. Выясняется, что открыть чердак проще простого — буквально на днях Удзумэ, постоянно таскающая мелкие предметы, принесла Таэко старый ключ, который подходит к двери. Исследование чердака ночью, при свете электрического фонаря, оказывается довольно волнующим… Разумеется, всё оказывается очень просто — на чердаке шумела Удзумэ, сделавшая большое пустое помещение, давно превращённое в склад ненужных вещей, своей площадкой для игр. Помимо прочего, здесь находятся фотографии, сделанные в летней резиденции Сакураба много лет назад. На них Таэко обнаруживает горничную, очень похожую на неё. |                                                   |            |  |
| 5 | Фортепиано «Yōkin» (洋琴～ようきん～)             | 2003-11-08 |  |
| Маю Миюки получила от матери из Парижа новое платье. По этому случаю она решает пригласить Каору провести с ней день. Каору оказывается не в силах отказать ей. Свидание получается несколько сумбурным — Маю, мечтая о проведённом с Каору времени, совсем не подумала, куда они пойдут и чем будут заниматься. Но, в конце концов, заканчивая день в ресторане, Маю демонстрирует Каору своё умение — она прекрасно играет на фортепиано. Несмотря на все переживания, свидание можно считать удавшимся. Аой же берёт с Каору слово — в следующий раз он пойдёт на свидание с ней. |                                                   |            |  |
| 6 | Путь «Dōtei» (道程～とうてい～)                   | 2003-11-15 |  |
| Каору очень устал. Он должен сдать в срок исследовательскую работу, иначе ему придётся всё лето помогать профессору, но работа продвигается медленно, в том числе из-за того, что девушки постоянно отвлекают его от дела, особенно в этом усердствуют Тина и Маю. Аой приходится лично охранять покой любимого, чтобы он мог закончить работу в срок. Каору начинает всерьёз задумываться о будущем — он ещё не знает, чем будет заниматься, но твёрдо намерен выбрать свой путь самостоятельно. |                                                   |            |  |
| 7 | Каникулы «Hisho» (避暑～ひしょ～)                 | 2003-11-22 |  |
| Лето, каникулы. Вся компания отправляется в горы, отдохнуть в тихом местечке с горячим источником. Во время поездки с совершенно неожиданной стороны показывает себя Таэко — она садится за руль одного из автомобилей и оказывается, что она не просто умеет водить машину, а делает это очень неплохо, но крайне резко. Те из героев, которые добирались до места с ней, долго не могут прийти в себя. Купание, вечеринка, игра в фанты, где Аой выпадает признаться, кто был её первой любовью. И опять Каору и Аой лишь вечером, когда уже все угомонились, удаётся побыть вдвоём. |                                                   |            |  |
| 8 | Плавать, как рыба «Suigyo» (水魚～すいぎょ～)     | 2003-11-29 |  |
| Школа, где учится Тика, должна участвовать в турнире-эстафете по плаванию. Секция плавания школы — всё те же три девочки: Тика, Нацуки и Чизуру. На соревнованиях необходимы все трое, но Чизуру, несмотря на все старания подруг, так и не научилась плавать. За дело берётся Тина — по её словам, у неё уже есть опыт работы тренером. Она начинает тренировать девочек, попутно стараясь пробудить в Чизуру веру в себя и желание победить. Занять достойное место команде не удаётся, но результат всё равно неплох, главное, что Чизуру поняла — она это может! |                                                   |            |  |
| 9 | Идеальная белизна «Shirotae» (白妙～しろたえ～)   | 2003-12-06 |  |
| Профессор доволен работой Каору и тем, что парень постоянно помогает ему в университете. В благодарность за помощь профессор даёт Каору два билета — Каору с Аой могут вместе отправиться в короткое путешествие на теплоходе. Впервые за долгое время они могут, наконец-то, побыть друг с другом целый день. А когда день заканчивается, они решают не возвращаться домой, а остаться в отеле и наконец-то провести вместе ночь. |                                                   |            |  |
| 10 | На источниках «Yukatabira» (湯帷子～ゆかたびら～) | 2003-12-13 |  |
| Компания отправляется на горячие источники — большой комплекс, где посетители могут попробовать на себе чуть ли не все варианты водных процедур, придуманных человечеством. Купания, развлечения, массаж… Разумеется, не обходится и без пикантной сцены в одном из банных отделений. В результате Каору, вынужденно подслушав разговор Аой и Тины, узнаёт, что Тина к нему неравнодушна. А под конец мероприятия Маю, тоже чисто случайно, слышит часть разговора Тины по телефону. И её фразу: «Я возвращаюсь в Америку». |                                                   |            |  |
| 11 | Лунный свет «Gekkō» (月光～げっこう～)            | 2003-12-20 |  |
| Маю не может терпеть, и при всём народе прямо спрашивает Тину: правда ли, что та собирается вернуться в США? Тина застигнута вопросом врасплох, но сразу же успокаивает друзей: она вовсе не собирается уезжать навсегда, просто съездит навестить родителей и вернётся! Она выглядит вполне обычно, весёлой и беззаботной, она фотографирует друзей, чтобы показать фото родителям, организует вечеринки и активно веселится вместе со всеми. Только вот по ночам Тина плачет. В действительности она не рассчитывает вернуться, но не хочет говорить об этом, чтобы не устраивать грустного прощания. Больше всего её расстраивает расставание с Каору — она любит парня, но хочет остаться в его памяти такой, какой больше всего нравится себе — весёлой непоседой, не знающей, что такое грусть. Незадолго до Нового Года Тина уезжает — рано утром, никого не предупредив, лишь зайдя в комнату Каору, чтобы поцеловать его, спящего, на прощание, и оставив на двери своей комнате записку из одного слова: «Спасибо!». Её отъезд застаёт лишь Аой, по обыкновению, вставшая раньше всех, чтобы заняться хозяйством. |                                                   |            |  |
| 12 | Узы «Kizuna» (絆～きずな～)                       | 2003-12-27 |  |
| Тина всё ещё не вернулась в Японию. Она не звонит и не отвечает на телефонные звонки. Все по ней скучают — у Тики нет настроения играть, даже Маю соскучилась. Тина действительно не собиралась возвращаться, ведь она обещала родителям, что будет в Японии только до окончания университета. Но она не смогла жить в Америке, и за день до выпускного в университете она всё-таки возвращается в дом Сакураба — к себе домой. |                                                   |            |  |